# 伊利亚·卡赞
伊利亚·卡赞（英語：Elia Kazan，1909年9月7日—2003年9月28日）， 原名伊利亚斯·卡赞索格盧（Elias Kazantzoglou），希腊裔美国话剧、电影导演。早年就讀於馬薩諸塞州威廉姆斯學院。
由他导演而成为名作的话剧包括田纳西·威廉姆斯的《欲望号街车》和《玻璃动物园》（The Glass Menagerie，1944）以及亞瑟·米勒（Arthur Miller）的《吾子吾弟》（All My Sons，1947）和《推销员之死》（Death of a Salesman，1949）。这些剧目分别奠定了田纳西·威廉姆斯、亞瑟·米勒在戏剧界、文学界的地位。
卡赞作为电影导演的贡献也毫不逊色。他分别以《君子协定》(Gentleman's Agreement，1947) 和《码头风云》（On the Waterfront，1954）两次获得奥斯卡最佳导演奖。他导演的其他著名电影包括：《慾望街車》、《伊甸园之东》等。
卡赞在1930年代曾短时间的加入过共产党。后来，由于对斯大林主义僵化意识形态的不满，他逐渐脱离了共产党。然而最具争议的是，在麦卡锡主义时期他采取的反共态度和在非美活動調查委員會作证、揭发他人的行为。在被他指证的人中包括演员約翰·加菲爾德。非美委员会调查最终没有发现任何证据。然而，加菲尔德却由此被好莱坞拒之门外，并於翌年他39岁时去世。
1999年，卡赞获得奥斯卡终身成就奖。尽管好莱坞的很多人认为应该给予卡赞对电影界的贡献应有的评价，并将当年的争论搁置起来，这个奖仍然受到很大的争议。

## 作品
- 1947年：《君子協定》
  - 奥斯卡最佳導演獎
- 1951年：《慾望街車》
  - 提名奥斯卡最佳導演獎
- 1952年：《薩巴達傳》
- 1954年：《岸上風雲》
  - 奥斯卡最佳導演獎
- 1955年：《伊甸园之东（英语：East of Eden (film)）》
  - 提名奥斯卡最佳導演獎
- 1963年：《美国，美国》
  - 提名奥斯卡最佳導演獎
  - 提名奥斯卡最佳影片獎
  - 提名奥斯卡最佳原創劇本獎

| 獎項                              | 獎項                               | 獎項                            |
| --------------------------------- | ---------------------------------- | ------------------------------- |
| 前任： 威廉·惠勒 《黃金年代》     | 奥斯卡最佳導演獎 1947 《君子協定》 | 繼任： 約翰·休斯頓 《碧血金沙》 |
| 前任： 法蘭克·卡普拉 《風雲人物》 | 金球獎最佳導演 1947 《君子協定》   | 繼任： 約翰·休斯頓 《碧血金沙》 |
| 前任： 佛列·辛尼曼 《亂世忠魂》   | 奥斯卡最佳導演獎 1954 《岸上風雲》 | 繼任： 狄爾·伯曼 《馬蒂》       |
| 前任： 佛列·辛尼曼 《亂世忠魂》   | 金球獎最佳導演 1954 《岸上風雲》   | 繼任： 喬舒亞·洛根 《野餐》     |
| 前任： 喬舒亞·洛根 《野餐》       | 金球獎最佳導演 1956 《嬌娃春情》   | 繼任： 大衛·利恩 《桂河大橋》   |
| 前任： 大衛·連 《阿拉伯的勞倫斯》 | 金球獎最佳導演 1963 《美國美國》   | 繼任： 喬治·庫克 《窈窕淑女》   |

## 外部連結
- 互聯網百老匯資料庫（IBDB）上伊利亚·卡赞的資料（英文）
- 伊利亚·卡赞在豆瓣上的资料（简体中文）
- 伊利亚·卡赞在互联网电影资料库（IMDb）上的資料（英文）
- Method Man: Elia Kazan's Singular Career by John Lahr in The New Yorker (A Critic at Large)（页面存档备份，存于）
- Assessing Kazan: His Life and Choice (NYT Books of the Times)（页面存档备份，存于）
- Some notes on Kazan, HUAC, and the aftermath of his testimony including his April 13, 1952 statement in the New York Times（页面存档备份，存于）
- 在Find a Grave上的伊利亚·卡赞
- Literature on Elia Kazan（页面存档备份，存于）